# Tlaloc

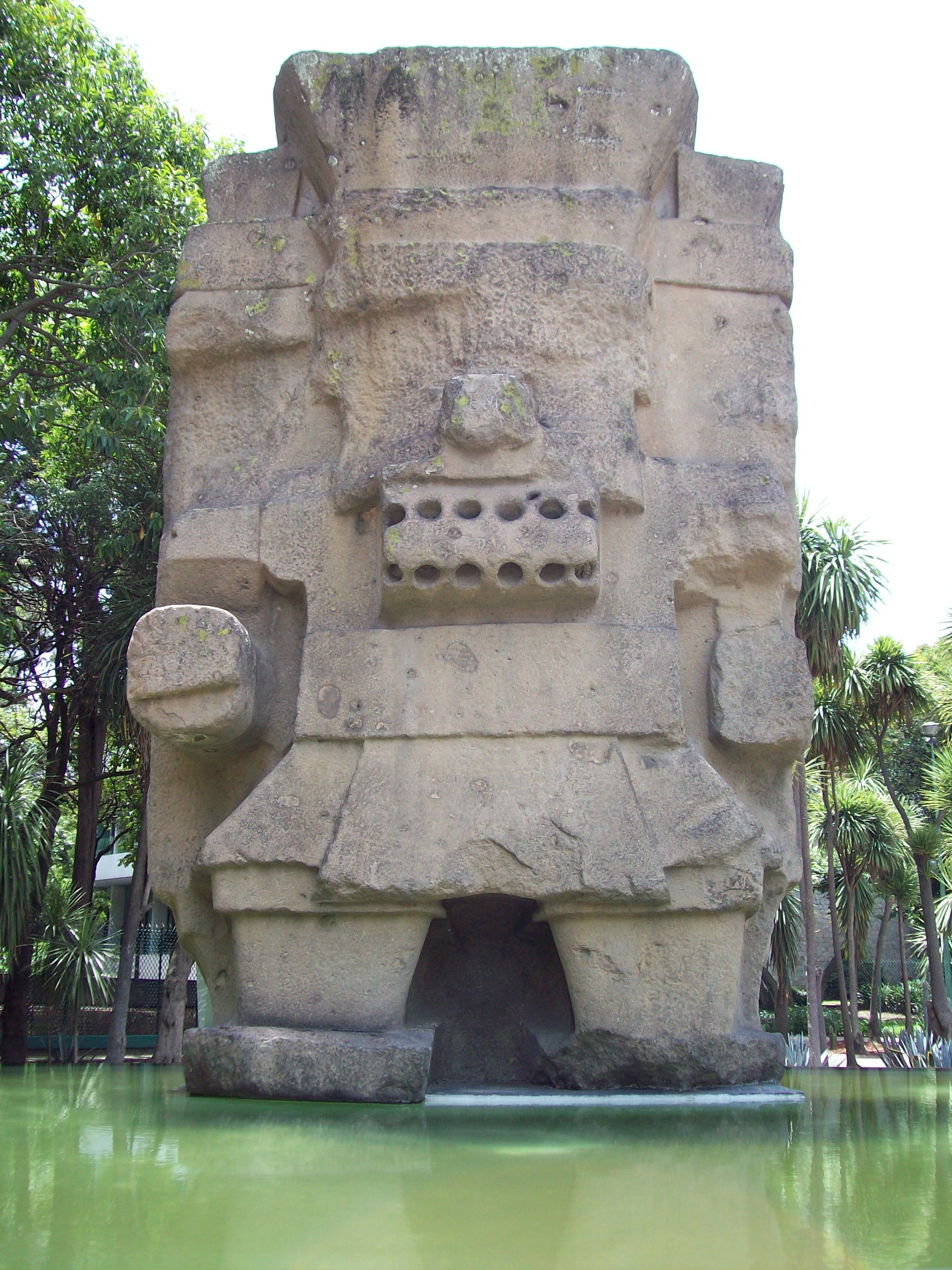
Estátua de Tláloc nas imediações do "Museu Nacional de Antropologia e História" na Cidade do México.

Na mitologia asteca, Tlaloc é o deus da chuva, o senhor do raio, do trovão, do relâmpago, do terceiro sol, senhor de um dos paraísos (Tlalocan). Assim como Quetzalcoalt, Tlaloc era um deus de Teotihuacan, que foi incorporado pelos Astecas quando conquistaram essa cidade.Tlaloc era uma divindade central ao culto agrário. Tlaloc era temido, e não apenas adorado, pois também lhe eram atribuídas certas doenças. Xochiquetzal era sua esposa. Mais tarde tornou-se poderosa divindade no panteão asteca, responsável pela bem-aventuraça no mundo dos mortos (Mictlan).
As chuvas que Tlaloc mandava pelos seus filhos, os Tlaloques, fecundavam os campos, onde o deus Xipe, o deus Cintéotl e o deus Xochipilli, se ocupavam.